# Honoré Giguet
Pour les articles homonymes, voir Giguet.
Honoré Giguet, né le 13 janvier 1834 à Corbonod (Ain) et mort le 13 décembre 1914 à Belley (Ain), est un homme politique français.

## Carrìère
Avocat, il se consacre surtout à la gestion de ses domaines. Il est nommé procureur de la République à Gex le 4 septembre 1870 et reste en poste jusqu'à la chute de Thiers, le 24 mai 1873. Conseiller général du canton de Seyssel, il est député de l'Ain de 1883 à 1900, siégeant au centre gauche, sans s'inscrire dans un groupe. Il est sénateur de l'Ain de 1900 à 1912. Son activité parlementaire est alors presque inexistante.
Il est également maire de Corbonod de 1876 à 1908.

## Sources
- « Honoré Giguet », dans Adolphe Robert et Gaston Cougny, Dictionnaire des parlementaires français, Edgar Bourloton, 1889-1891 [détail de l’édition]
- Jean Jolly (dir.), Dictionnaire des parlementaires français, Presses universitaires de France